# Gypsys, Tramps & Thieves
Gypsys, Tramps & Thieves – siódmy solowy album amerykańskiej piosenkarki Cher. Został wydany we wrześniu 1971 roku nakładem wytwórni MCA.
Album został pierwotnie wydany pod nazwą Chér we wrześniu, a później, ze względu na sukces pierwszego singla, ponownie pod zmienionym tytułem jako Gypsys, Tramps & Thieves. Jego sukces nastąpił po debiucie The Sonny & Cher Comedy Hour, który miał premierę w telewizji CBS w sierpniu 1971 roku. Wynikało to również z nowego wizerunku Cher, która porzuciła swój hipisowski strój i zaczęła być ubierana przez projektanta mody Boba Mackiego, który podkreślił jej egzotyczny wygląd i uczynił ją jedną z najmodniejszych i czarujących kobiet lat 70..
Krążek otrzymał pozytywne recenzje od krytyków, a 2 lipca 1972 roku RIAA przyznała mu certyfikat złotej płyty za sprzedaż ponad 1 miliona egzemplarzy w Stanach Zjednoczonych.
Singiel „Gypsys, Tramps & Thieves” był nominowany do nagrody Grammy w 1972 roku w kategorii Best Female Pop Vocal Performance.

## Tło wydania
W 1971 Sonny i Cher podpisali kontrakt wytwórnią MCA Records, a Cher wydała singiel „Classified 1A”, w którym śpiewa o historii żołnierza, wykrwawiającego się na śmierć podczas wojny w Wietnamie. Utwór został napisany przez Sonny’ego, który czuł, że jej pierwszy singiel na albumie musi być przejmujący i aktualny. Piosenka została odrzucona przez programistów radiowych jako niekomercyjna.
Wobec tego, że kariera Cher nie rozwijała się, wytwórnia MCA Record zatrudniła do współpracy producenta nagrań dźwiękowych Stuffa Garetta. Wyprodukowany singiel „Gypsys, Tramps & Thieves” okazał się być sukcesem i dotarł do pierwszego miejsca na listach przebojów w USA. Billboard określił utwór mianem „jednej z największych piosenek XX wieku”. Krytycy uznali Cher za osobę „bardziej dojrzałą, pewną siebie i potężną artystkę, z dużą skłonnością do interpretacji”. Drugi singiel z tej samej płyty „The Way of Love” dotarł do ósmego miejsca na liście Billboard Hot 100. Sam album został wydany w 1971 i osiągnął 16. miejsce na liście Billboard 200, pozostając tam przez 45 tygodni.

## Lista utworów
| Pierwsza strona | Pierwsza strona                                    | Pierwsza strona             | Pierwsza strona |
| Nr              | Tytuł utworu                                       | Autorzy                     | Długość         |
| --------------- | -------------------------------------------------- | --------------------------- | --------------- |
| 1.              | „The Way of Love”                                  | Al Stillman, Jacques Diéval | 2:32            |
| 2.              | „Gypsys, Tramps & Thieves”                         | Bob Stone                   | 2:38            |
| 3.              | „He'll Never Know”                                 | Harry Lloyd, Gloria Sklerov | 3:27            |
| 4.              | „Fire and Rain”                                    | James Taylor                | 3:01            |
| 5.              | „When You Find Out Where You're Goin' Let Me Know” | Linda Laurie                | 2:17            |
| 6.              | „Classified 1A” (UK bonus track)                   | Sonny Bono                  | 2:58            |
|                 |                                                    |                             | 16:53           |

| Druga strona | Druga strona                          | Druga strona             | Druga strona |
| Nr           | Tytuł utworu                          | Autorzy                  | Długość      |
| ------------ | ------------------------------------- | ------------------------ | ------------ |
| 1.           | „He Ain’t Heavy, He’s My Brother”     | Bob Russell, Bobby Scott | 3:31         |
| 2.           | „I Hate to Sleep Alone”               | Peggy Clinger            | 2:28         |
| 3.           | „I'm in the Middle”                   | Billy Gayles             | 2:45         |
| 4.           | „Touch and Go”                        | Jerry Fuller             | 2:00         |
| 5.           | „One Honest Man”                      | Ginger Greco             | 2:25         |
| 6.           | „Don't Put It on Me” (UK bonus track) | Sonny Bono               | 2:38         |
|              |                                       |                          | 15:47        |

## Notowania i certyfikaty
| Notowanie (1971)                   | Najwyższa pozycja |
| ---------------------------------- | ----------------- |
| Australia (ARIA Charts)            | 43                |
| Kanada (Billboard Canadian Albums) | 14                |
| Norwegia (VG-lista)                | 21                |
| Stany Zjednoczone (Billboard 200)  | 16                |

| Kraj                     | Certyfikat  | Sprzedaż   |
| ------------------------ | ----------- | ---------- |
| Stany Zjednoczone (RIAA) | Złota płyta | 1 000 000+ |